# Киселёв, Сергей Иванович (кинорежиссёр)
Серге́й Ива́нович Киселёв (4 [17] января 1912 — 10 марта 1994) — советский оператор и режиссёр документального кино, фронтовой кинооператор в годы Великой Отечественной войны. Заслуженный деятель искусств РСФСР (1969), лауреат Сталинской премии третьей степени (1951) и Государственной премии СССР (1978).

## Биография
Родился 4 (17) января 1912 года в деревне Клинцы Московской губернии (ныне Пушкинский городской округ Московской области). В 1939 году окончил ВГИК. Работал ассистентом оператора на картинах «Александр Невский» (1938), «Миргород» (1941) на «Мосфильме» и «Лесные братья», «Железный ангел» (1942) на «Союздетфильме».
С августа 1942 по октябрь 1943 года был курсантом Орловского пехотного училища, по окончании служил миномётчиком в 20-й армии. С марта 1944 года на 3-го Прибалтийском фронте старшим инструктором по кинопрокату, а с января 1945-го — ассистент оператора в киногруппе.
С августа по декабрь 1945 года снимал в киногруппе Забайкальского фронта.
По окончании войны остался работать на ЦСДФ, сперва ассистентом оператора, а с декабря 1947 года — оператором.
С 1962 года снимал сюжеты для киножурнала «Фитиль».
Член Союза кинематографистов СССР — СК России с 1957 года.
Скончался 10 марта 1994 года в Москве.

### Семья
- Сын — Александр Сергеевич Киселёв (1938—1995), оператор, режиссёр[1].

## Фильмография
Оператор
- 1945 — Разгром Японии (совм. с группой операторов)
- 1946 — Советская Латвия (совм. с группой операторов)
- 1946 — Физкультурный парад (совм. с группой операторов)
- 1946 — На ярмарке в Познани (совм. с группой операторов)
- 1947 — Мастера высоких урожаев
- 1947 — Северная Корея (совм. с Т. Бунимовичем, Б. Небылицким, П. Русановым, А. Кушешвили)
- 1948 — Владимир Ильич Ленин (совм. с группой операторов)
- 1949 — В честь семидесятилетия товарища И. В. Сталина. Спецвыпуск (совм. с Е. Ефимовым, Г. Цветковым, З. Фельдманом, П. Шлыковым)
- 1949 — Обновление земли (совм. с М. Глидером, С. Ураловым, З. Фельдманом, В. Штатландом)
- 1949 — Пушкинские дни (совм. с группой операторов)
- 1950 — Первенство мира по конькам (совм. с группой операторов)[5]
- 1950 — Северная Осетия (совм. с Ю. Монгловским)[6]
- 1951 — 1-е Мая 1951 года (совм. с группой операторов)
- 1951 — На воздушных путях
- 1951 — На первенство СССР по футболу (Спартак — ЦДСА) (совм. с группой операторов)
- 1951 — Спорт отважных (совм. с группой операторов)
- 1952 — Коми АССР (совм. с В. Ешуриным)
- 1952 — Международная выставка в Лейпциге (совм. с А. Крыловым, В. Придорогиным, И. Сокольниковым, А. Фроловым)
- 1952 — На высокогорном катке (совм. с В. Ешуриным, А. Зенякиным)
- 1953 — Встреча друзей (совм. с Н. Вихиревым, С. Семёновым, Е. Яцуном)
- 1953 — Финские футболисты в СССР (совм. с группой операторов)
- 1954 — Выставка «Демократическая Германия» в Москве (совм. с группой операторов)
- 1954 — Международная ярмарка в Дамаске (совм. с И. Горчилиным)
- 1954 — По Сирии (совм. с И. Горчилиным)
- 1954 — Ярмарка в Дагестане
- 1955 — Международные конно-спортивные соревнования (совм. с Д. Рымаревым, К. Ряшенцевым, В. Скоробогатовой)
- 1955 — Международные соревнования легкоатлетов (совм. с группой операторов)
- 1955 — Миссия доброй воли (совм. с группой операторов)
- 1955 — Спортсмены одного корабля (совм. с В. Комаровым)[7]
- 1956 — Встречи с солнцем
- 1956 — Неделя итальянского кино с 15 по 22 октября (совм. с А. Греком, Б. Небылицким)
- 1956 — От Москвы до Диксона
- 1956 — Пребывание делегации Сейма Польской Народной Республики в Советском Союзе (совм. с А. Греком, Е. Яцуном, И. Филатовым)
- 1956 — Шахиншах Ирана в Советском Союзе (совм. с А. Левитаном, А. Хавчиным, В. Ходяковым, И. Грачёвым)
- 1957 — Встречи с солнцем (совм. с М. Глидером, М. Прудниковым, А. Истоминым)
- 1957 — Герои Бреста (совм. с П. Опрышко, В. Пужевичем, Г. Серовым, А. Щекутьевым)
- 1957 — История одного платка (совм. с Л. Зайцевым, А. Крыловым, В. Сурниным)[8]
- 1957 — Мы подружились в Москве (совм. с группой операторов)
- 1957 — Посланцы братской Венгрии в СССР (совм. с В. Комаровым)
- 1957 — Пою моё отечество (совм. с группой операторов)
- 1957 — Пребывание парламентской делегации Цейлона в СССР (совм. с А. Греком, Г. Епифановым, А. Савиным)
- 1958 — Весна большой дружбы (совм. с группой операторов)
- 1958 — Зимний праздник (совм. с группой операторов)
- 1958 — Мы живём в Минске (совм. с М. Беровым, В. Киселёвым)[9]
- 1959 — Америка приветствует Н. С. Хрущёва (совм. с В. Киселёвым, В. Трошкиным)
- 1959 — Визит Н. С. Хрущёва в США (совм. с В. Киселёвым, В. Трошкиным)
- 1959 — Выдающийся борец за мир (совм. с С. Коганом, Б. Макасеевым)
- 1959 — Московская крутосветка (совм. с группой операторов)
- 1959 — На крутом подъёме
- 1959 — На советской выставке в Нью-Йорке (совм. с Б. Макасеевым, В. Микошей, Л. Панкиным)[10]
- 1959 — Наша дружба на века! (совм. с Е. Яцуном)[11]
- 1959 — Пребывание Ф. Р. Козлова в США
- 1960 — Глава государства Камбоджа в СССР (совм. с А. Крыловым)
- 1960 — Силы мира победят (совм. с Ю. Монгловским)[12]
- 1961 — Воспитание партией
- 1961 — Золотые медали пятиборцев (совм. с Б. Макасеевым, В. Микошей, К. Пискарёвым)
- 1961 — Наши современники (совм. с группой операторов)
- 1961 — Сергей Лемешев
- 1961 — Сибирские напевы (совм. с М. Ошурковым)[13]
- 1961 — Омский хор
- 1961 — Праздник тканей (совм. с Г. Захаровой)
- 1961 — Флаг Спартакиады (совм. с Ю. Монгловским, Л. Михайловым)[14]
- 1962 — На земле братской Болгарии (совм. с В. Киселёвым)
- 1963 — Встречи в Югославии (совм. с В. Трошкиным)
- 1963 — Пусть всегда будет дружба (совм. с Г. Захаровой)
- 1963 — Русское чудо (совм. с группой операторов)
- 1964 — Москва майская
- 1964 — Свет великой дружбы (совм. с М. Ошурковым)
- 1965 — На земле, в небесах и на море (совм. с группой операторов)
- 1965 — Парад Победы
- 1965 — Путь во льдах (совм. с Е. Яцуном)
- 1966 — Дорогой боевой славы (совм. с группой операторов)
- 1966 — Дорогой отцов
- 1967 — Великий праздник
- 1967 — Неделя в Великобритании (совм. с Г. Серовым)
- 1967 — Посланцы корейского народа в СССР (совм. с Б. Макасеевым)
- 1967 — Хоккей—67. Вена (совм. с А. Кочетковым, Е. Федяевым)
- 1968 — В гостях у корейских друзей (совм. с П. Опрышко)
- 1968 — Верность интернационализму (совм. с А. Истоминым, В. Копалиным, Б. Небылицким, П. Опрышко)
- 1968 — Визит дружбы в Швецию (совм. с А. Савиным)
- 1968 — Во имя социализма, дружбы и мира (совм. с А. Истоминым, В. Копалиным, Б. Небылицким, П. Опрышко)
- 1968 — Отпор врагам социализма (совм. с А. Истоминым, В. Копалиным, Б. Небылицким, П. Опрышко)
- 1969 — Визит Н. В. Подгорного в Монголию (совм. с А. Савиным)
- 1969 — Визит Н. В. Подгорного в Народную Корею (совм. с А. Савиным)
- 1969 — Парламентарии Камеруна в СССР (совм. с М. Прудниковым)
- 1969 — Поход дружбы (совм. с П. Опрышко)
- 1969 — Сокровища села Вани[15]
- 1969 — Солдаты мира (совм. с А. Кочетковым, М. Поповой)
- 1970 — Люди земли
- 1970 — Мир в этот день
- 1972 — Интеграция
- 1972 — Солдаты мира
- 1973 — Авиасалон—73 (совм. с группой операторов)
- 1974 — Воля, смелость, мастерство[16]
- 1974 — Репортаж из Суэцкого залива
- 1974 — СССР — США: диалог во имя мира (совм. с И. Бганцевым, В. Грезиным, А. Кочетковым, В. Микошей, Г. Монгловской, Е. Федяевым)[17]
- 1974 — Трагедия Чили
- 1975 — Баян
- 1975 — ГАБТ — 200-й сезон
- 1975 — Илья Глазунов
- 1975 — Обвинение
- 1977 — Балет ГАБТ
- 1978 — Родословная подвига (совм. с группой операторов)[18]
- 1978 — Трудовая вахта
- 1979 — Заветная стезя (совм. с А. Киселёвым, А. Колобродовым)[19]
- 1981 — Олимпийские стрелы
- 1981 — Олимпийский праздник
- 1981 — О спорт, ты — мир! (совм. с группой операторов)
- 1981 — Стрелки Олимпиады

Режиссёр
- 1954 — Международная ярмарка в Дамаске[20]
- 1954 — По Сирии
- 1955 — Спортсмены одного корабля
- 1956 — От Москвы до Диксона
- 1969 — Отец великана
- 1969 — Разговор после фильма
- 1969 — Сокровища села Вани
- 1977 — Балет ГАБТ

## Награды и премии
- орден Красной Звезды (16 октября 1944)[21]
- орден Красной Звезды (12 октября 1945)[22]
- медаль «За победу над Японией» (1945)[23]
- медаль «За победу над Германией в Великой Отечественной войне 1941—1945 гг.» (1945)[23]
- Сталинская премия третьей степени (1951) — за фильм «Обновление земли» (1949)[3]
- заслуженный деятель искусств РСФСР (1969)[3]
- медаль «50 лет Монгольской Народной Революции» (1970)[23]
- Государственная премия СССР (1978) — за съёмки киножурнала «Фитиль»[2]
- орден Отечественной войны II степени (6 апреля 1985)[23]